# Xenylla grisea
Xenylla grisea es una especie de colémbolos perteneciente a la familia Hypogastruridae. La especie fue descrita por primera vez por Axelson en 1900. Se puede encontrar en gran parte de Europa occidental.